# ルパン・ノート
『ルパン・ノート』はフランスの小説家、モーリス・ルブランの代表作『アルセーヌ・ルパン』シリーズの連作として日本で発表された2編の短編小説である。ただし、ルブラン自筆のフランス語原稿は発見されておらず他のシリーズ作品とは設定上の矛盾が見られることから、現在ではクレジット上「訳」とされている保篠龍緒の二次創作（パスティーシュ）とみなされている。

## 作品概要
博文館の雑誌『新青年』8〜10月号に掲載された「青色型録」（単行本収録時に「青色カタログ」へ改題、他に「青色暗号ノート」の表題もある）と11〜12月号に掲載された「空中の防禦」（単行本収録時に「空の防御」へ改題）の2編で構成されており、1922年に同社から刊行された探偵傑作叢書第7巻『呪の狼』（『虎の牙』後編）に収録された。これ以降、戦前・戦後を通じて平凡社、春陽堂、日本出版共同、鱒書房、三笠書房など各社から刊行された保篠編・訳の『ルパン全集』では頻繁に採録されており（『ルパンの告白』に併載の場合もある）、1956年には保篠自身の手になる児童向けリライト版「青色暗号ノート」が講談社『探偵名作少年ルパン全集』第10巻に収録された。
内容は「青色カタログ」「空の防御」の両編とも第一次世界大戦を背景に愛国的フランス人として「独探駆逐隊長」を買って出た怪盗紳士アルセーヌ・ルパンがドイツのスパイ摘発に尽力すると言うものだが、フランス語で執筆されたルブランの原稿は確認されていない。シリーズ上においてルパンは『続813』のラストで投身自殺を図り、活動を再開するのは大戦中にモーリタニアを征服してその領土をフランスに献上した後の『虎の牙』からとされているので、大戦中のヨーロッパで「ルパン」を名乗って活動する本作とは設定上の矛盾が生じている。また、表向きは訳者とされている保篠はルブランからルパンが登場しない長編『バルタザールのとっぴな生活』の原稿をフランスでの出版前に譲り受けて『刺青人生』の表題で日本語に訳した際にルパンの変装である探偵ジム・バルネ（『バーネット探偵社』参照）を登場させる形へ改変したこともあるため、本作に関してもルブランの「原典」は存在せず保篠による二次創作（悪く言えば贋作）であろうと言う見方が有力視されている。
ただし『戯曲 アルセーヌ･ルパン』所載の住田忠久の解説によれば、ルブランと親交のあった保篠が日本の読者向けにルパンを主人公とした新作の執筆を依頼したことはルブランが妹のジョルジェットに宛てた手紙の記述から事実と見られている。この新作には「アルセーヌ・ルパンの7月14日」と言う仮題も付けられていたが執筆の着手には至らなかったようで、また保篠の執筆依頼は『ルパン・ノート』が日本で雑誌に掲載されたよりも後のため同一の作品とは考え難いとされる。
こうした事情により、1960年代以降に保篠以外の訳者が手掛けた翻訳には『ルパン・ノート』は（そもそも原典が存在しないので）一切含まれていない。なお、講談社から1987年に刊行されたスーパー文庫『アルセーヌ・ルパン』は保篠訳の選集で「ルパン・ノート」と題する作品も含まれているが、内容は『ルパンの告白』の「陰影の符号」（偕成社全集版「太陽のたわむれ」）と「地獄の罠」の2編であり「青色カタログ」と「空の防御」は含まれていない。また、保篠の存命中に刊行された全集でも平凡社版（1930年刊）はルパンが登場しない『ドロテ』と合わせて別巻の扱いとされているように、ルブランの原典が存在するルパン登場作品とは異なる扱いを受けていた例もある。

## あらすじ
表題は日本出版共同版20巻『セーヌ河の秘密/ルパン・ノート1』、鱒書房版22巻および三笠書房版23巻『セーヌ河の秘密/ルパンの告白2』に拠った。

### 青色カタログ
1914年末、ドイツのスパイを追ってスイスに入国したルパンは数字が羅列された暗号電報と「青色カタログ」の謎を追跡していた。ある日の晩、ルパンの目の前でアメリカ貿易商会ベルン支社のフランス人従業員・マルグリットが毒ガスで殺害される事件が発生し、ドイツのスパイによる口封じの犯行と断定したルパンは日本人将校のヤマ大尉と共に犯人を追跡する。

### 空の防御
第一次世界大戦まっただ中のパリが舞台。愛国者として「独探駆逐隊長」を買って出たルパンがドイツ軍の飛行船による空襲の脅威に晒されていたパリ市街の高射砲配置図を狙ってマジャン少将宅に侵入したドイツのスパイを追跡する。